# Appendicula reflexa
Appendicula reflexa är en orkidéart som beskrevs av Carl Ludwig von Blume. Appendicula reflexa ingår i släktet Appendicula och familjen orkidéer.

## Underarter
Arten delas in i följande underarter:
- A. r. cleistogama
- A. r. cycloglossa
- A. r. neopommeranica
- A. r. reflexa